# リンウッド・ブーマー
リンウッド・ブーマー（Linwood Boomer、1955年10月9日 - ）は、カナダの俳優。

## 出演作品
- 大草原の小さな家（アダム・ケンダル）

## 企画
- 天才少年 マルコム奮闘記 シーズン7
- 天才少年 マルコム奮闘記 シーズン6
- マルコム in the Middle シーズン5
- マルコム in the Middle シーズン4
- マルコム in the Middle シーズン3
- マルコム in the Middle シーズン2
- マルコム in the Middle シーズン1